# Miloš Kandić
Miloš Kandić (Beograd, 28. prosinca 1923. – Beograd, 30. ožujka 1996.), bio je srpski televizijski i filmski glumac.

## Vanjske poveznice
- Miloš Kandić u internetskoj bazi filmova IMDb-u (engl.)